# Ozonska luknja
Ozonska luknja je pojav, ki ga povzročajo plini, ki razdelijo ozon (O3) na molekulo kisika (O2) in atom kisika (O). Največja je nad Antarktiko. Omogoča sevanje ultravijoličnih žarkov na površje Zemlje (škoduje živalim, ljudem, rastlinam in organizmom).
Ozon v zgornjem delu atmosfere odbija ultravijolične žarke, ki povzročajo kožnega raka. V prostoru, kjer je namesto ozona kisik, le-ti žarki prodrejo čez atmosfero.
Pojem ozonska luknja je prišel v veljavo šele v osemdesetih letih 20. stoletja, ko so znanstveniki prvič opozorili na porajajočo tegobo. Poprej tega pojma in z njim povezanega pojava sploh niso poznali, saj je bilo dejavnikov, ki povzročajo propad ozona, veliko manj. Z večanjem števila prebivalstva in števila tovarn ter s porastom industrializacije je postajal problem ozonske luknje čedalje opaznejši. Sprva so bile posledice majhne, v devetdesetih letih pa se je začela luknja močno večati, kar je povzročilo vedno večjo zaskrbljenost med znanstveniki ter nasploh med širšo javnostjo. Začasno pomiritev je pomenila ugotovitev, da se lahko ozonska luknja sama obnavlja, vendar se je izkazalo, da obnavljanje ozonske plasti ne dohaja njenega propadanja.

## Ozonska luknja in posledice večanja ozonske luknje
Ozonska luknja nastane kot posledica prevelike količine halogeniranih freonov (to so snovi, ki jih prav tako najdemo v zamrzovalnikih, hladilnikih in podobnih aparatih; za te aparate je značilno da vsebujejo veliko elementa klora. K večanju luknje pa pripomore tudi prevelika količina ogljikovega dioksida v zraku (industrija, prevozna sredstva, …)
V osemdesetih letih so se po svetu prvič množično začela dodatna merjenja debeline ozonske plasti in koncentracije ozona; (ozon (O3) je plin, ki se nahaja v višjih plasteh ozračja -stratosfera, varuje našo biosfero pred ultravijoličnimi žarki. Stratosferski ozon pa hkrati vpliva tudi na učinek tople grede, absorpcija ultravijoličnih žarkov v višje ležeči stratosferi vpliva na zmanjšan učinek tople grede v pri zemeljski plasti ozračja - troposfer.
Leta 1982 je skupina britanskih znanstvenikov med preučevanjem stratosfere nad Antarktiko ugotovila znatno zmanjšanje stratosferskega ozona. Ozonska luknja nad Antarktiko je bila takrat razširjena nad površino, ki je bila dvakrat večja kot je ozemlje ZDA. 
Razlogi za to naj bi bili: 
- meteorološke razmere nad Antarktiko
- stratosferske ohladitve nad tečaji
- visoka koncentracija aktivnega klora.

Zima na polarnem območju južne poloble traja skoraj 6 mesecev. Takrat se nad Antarktiko pojavi zelo hladen zrak s temperaturo do –90 °C. Ta temperatura omogoča, da se vodni hlapi v suhem ozračju zmrznejo in spremenijo v ledene kristale stratosferskih oblakov. Kemične reakcije na ledenih kristalih pa klorove spojine iz neaktivnih oblik preoblikujejo v aktivne molekule občutljive na sončno svetlobo. Spomladi (september) se v ozračju nad Antarktiko začnejo sproščati klor in kemična reakcija uničevanja ozona traja skoraj 6 tednov. Sevanje, pod vplivom ultravijoličnih (B) žarkov povzroči vpijanje molekule kisika, ki razpade v dva prosta kisikova atoma. (razpadla atoma reagirata z drugo molekulo kisika v atomu,ki spet hitro razpade v kisikovo molekulo in en prost atom kisika. To pa je tudi je bistvo tanjšanja ozonske plasti na Antarktiki!
Trije vzroki, da se ozonska luknja nad Antarktiko najhitreje veča; (zaradi navedenih vzrokov je zmanjševanje ozona v ozračju nad neposeljeno Antarktiko največje. V drugih zemljepisnih širinah je zmanjševanje količin ozona bistveno manjše)
1. Zrak nad Antarktiko je najbolj hladen; več je ledenih kristalov in ob njihovi navzočnosti klor iz CFC-ja hitreje uničuje molekule ozona.
2. Močnih vrtinčastih vetrov (sestavljeni iz kloridov, kristalov ledu ter molekul)
3. Sonce pride nad Antarktiko šele po šestih mesecih, takrat se začne intenzivna verižna reakcija uničevanja ozona. Ko se nato vetrovi umirijo pa pride do obogatitev ozona iz soseščine.

## Montrealski protokol
Montrealski protokol je zelo uspešen medvladni sporazum, ki omejuje proizvodnjo in uporabo nekaterih vrst kemičnih snovi, ki povzročajo tanjšanje ozonske plasti. Sporazum je bil podpisan 16. septembra 1987 v Montrealu v Kanadi in je začel veljati 1. januarja 1989, do sedaj pa je bil že velikokrat dopolnjen. Po njegovi zaslugi se je zmanjšala proizvodnja in uporaba škodljivih kemikalij, zaradi katerih se je ozonska plast začela obnavljati, do sredine stoletja pa se po sedanjem trendu pričakuje celotna obnova ozonske plasti in konec ozonske luknje. 

POSLEDICE OZONSKE LUKNJE 
- Povprečna temperatura na Zemlji se je v zadnjih 100 letih zaradi ozonske luknje in drugih vzrokov dvignila za okoli 1°C.
- Vse močnejši učinek tople grede prinaša s seboj tudi vse pogostejše vremenske ujme s katastrofalnimi posledicami
- V 100 letih se je gladina morja dvignila za 25 cm.
- Arktičnega ledu je manj za eno desetino.
- Zaradi taljenja ledu se v Alpah zeleni pas pomika navzgor.
- Na severnem delu poloble se ptice selivke prej vračajo in kasneje odhajajo.
- Povečano ultravijolično sevanje povečuje možnost obolenja za kožnim rakom
- Povečuje se okvara oči, ter število ljudi, ki obolevajo za astmo
- Rast rastlin se bo upočasnila, pridelka bo manj
- Izumrli bodo občutljivi organizmi v vodah, kvaliteta zraka bo močno padla, razne kemijske mase se bodo začele razkrajati.